# Bernd Lafrenz

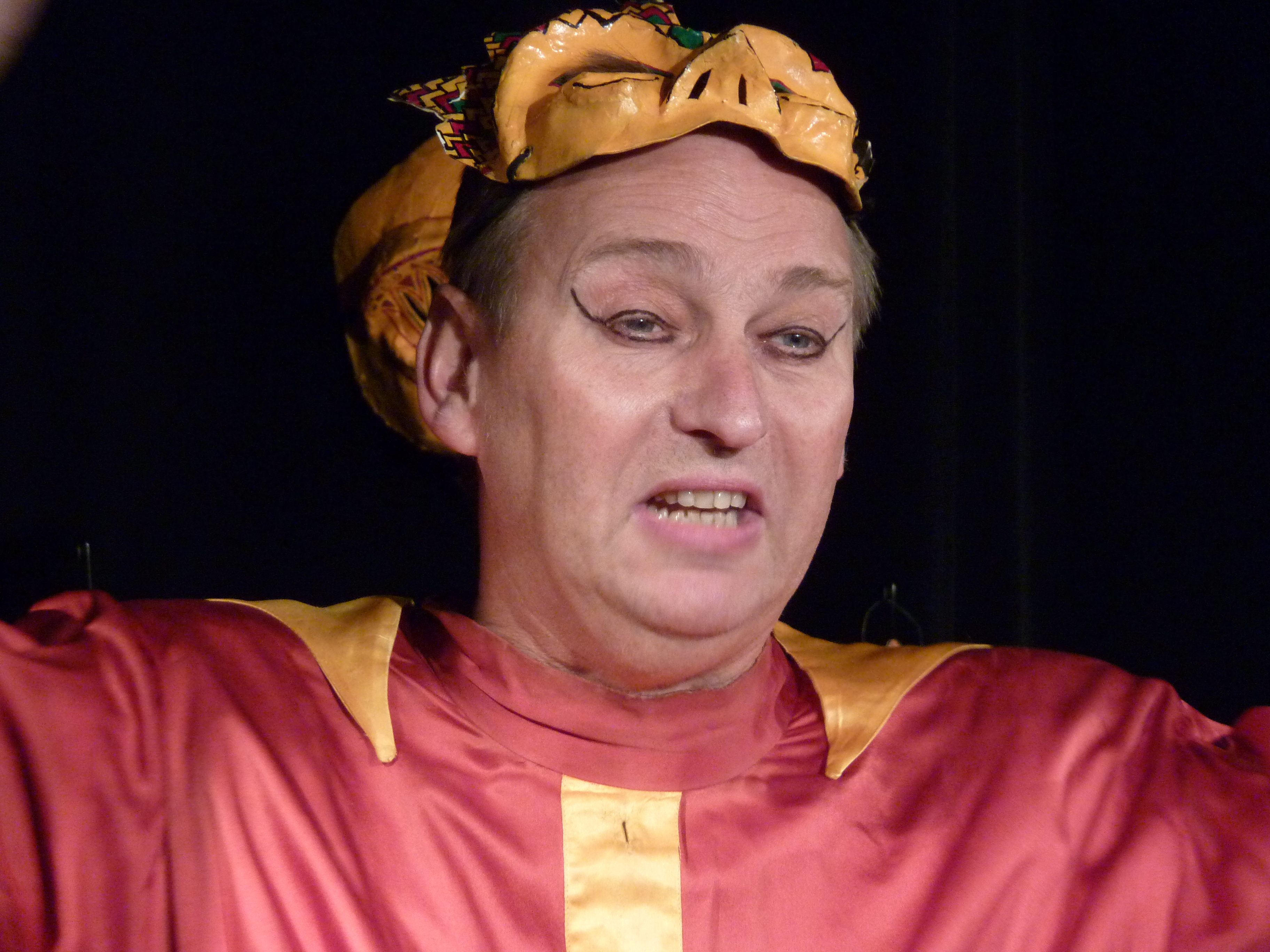
Bernd Lafrenz in Hamlet bei einem Auftritt in Ludwigsburg 2011

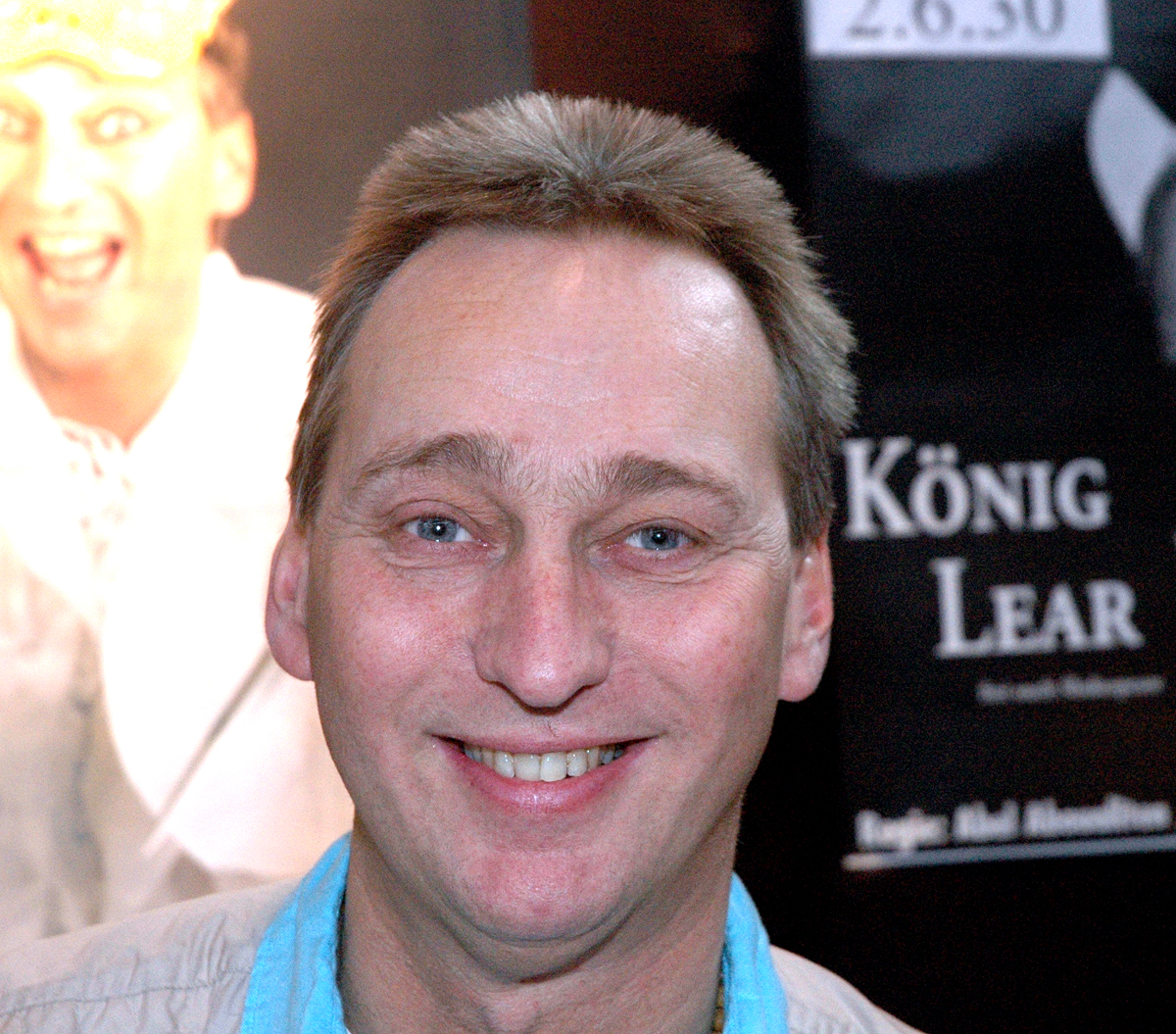
Bernd Lafrenz auf der Kulturbörse in Freiburg 2008

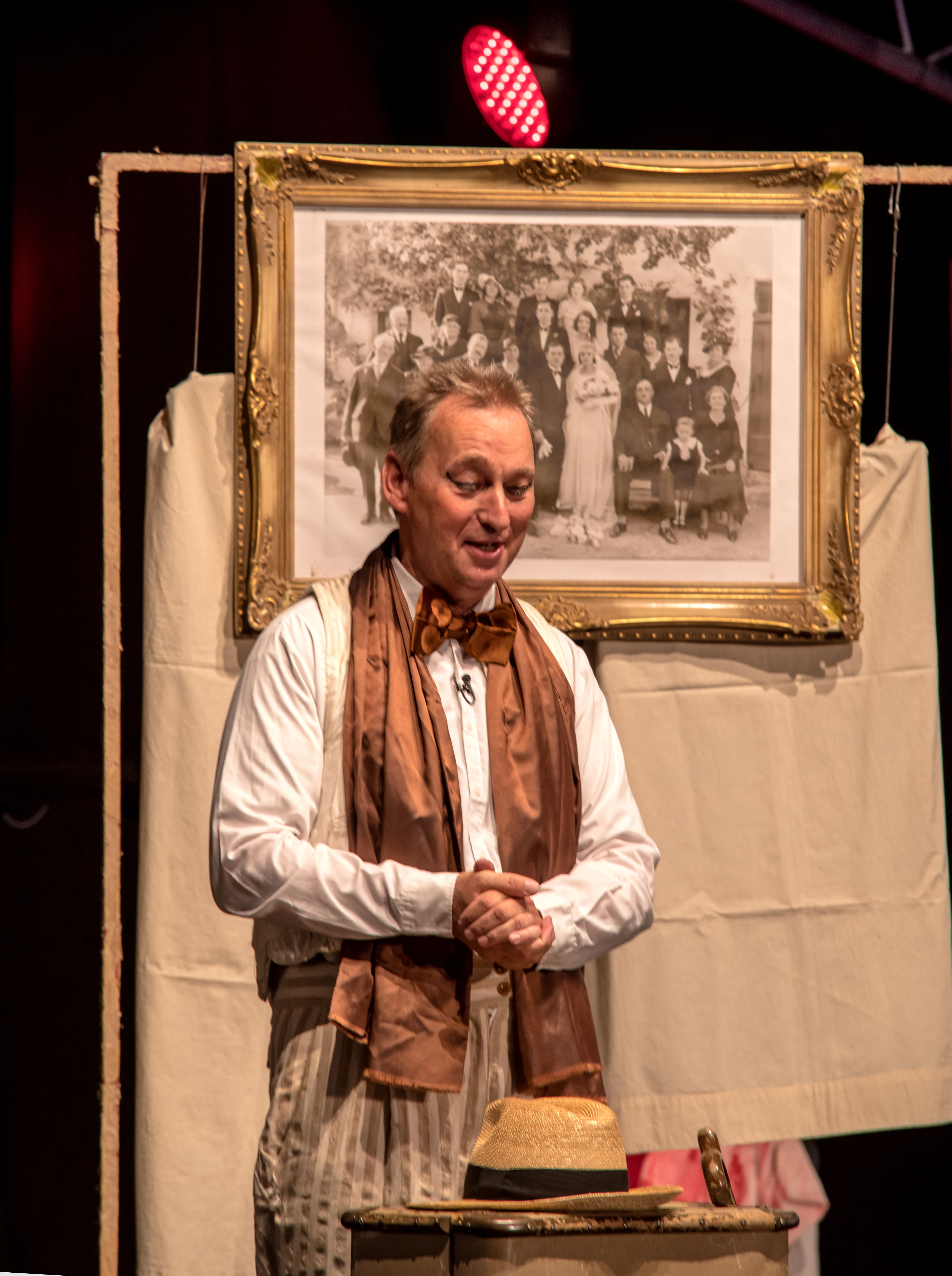
Bernd Lafrenz auf ZMF 2016 in Freiburg

Bernd Lafrenz (* 1955 in Kiel) ist ein deutscher Theaterschauspieler, Komödiant, Autor, Theaterregisseur und Theaterleiter, der sich der Adaption und Darstellung von William Shakespeares Stücken als Solo-Komödien widmet. Bei seinem Spiel handelt es sich um eine Kombination von Maskentheater, Körpertheater, Pantomime, Clownerie und Parodie.

## Leben und Werk

### Studium und Theaterausbildung
Bernd Lafrenz studierte zunächst in Kiel, später in Paris und schließlich in Freiburg Romanistik und Latein, denn er wollte ursprünglich Lehrer für Französisch und Latein werden. In Kiel sammelte er erste Bühnenerfahrungen unter der Leitung von Peter Nickel. In Paris besuchte er weitere Theaterkurse, unter anderem bei Philippe Gaulier. Nach seinem Umzug nach Freiburg setzte er seine Theaterausbildung bei dem Clown Johannes Galli und dem argentinischen Schauspieler und Regisseur Benito Gutmacher fort.

### Gründung des Theater König Alfons und Zusammenarbeit mit Johannes Galli
1982 gründete Bernd Lafrenz gemeinsam mit Andreas Balzer das Theater „König Alfons“. Unter der Regie von Johannes Galli, der bereits 1978 den Namen „König Alfons“ geprägt hatte, spielten Lafrenz und Balzer dessen Clown-Theaterstück Die Prüfung. Die Premiere war am 19. März 1982. 1986 wurde diese Inszenierung mit dem Kleinkunstpreis Baden-Württemberg ausgezeichnet.
Ein weiteres gemeinsames Projekt mit Johannes Galli war das Stück Kain und Abel – Ein Clowndrama, das Galli später auch selbst unter diversen Titeln, darunter Kein und Aber, aufführte.

### Maskentheater in Florenz
Seine Arbeit als Solo-Darsteller begann Lafrenz ebenfalls 1982. Damals will er einen Traum gehabt haben, in dem er sich auf einem großen Platz mit Masken Theater spielen sah. Im selben Jahr setzte er diesen Traum in Florenz, auf der Piazza della Signoria, in die Tat um. Die Masken aus Gips baute seine Freundin. Lafrenz bezog dabei seine Zuschauer in das Spiel mit ein. Bald darauf brach er das Studium ab, um sich ganz dem Theater zu widmen.

### Erste Shakespeare-Solo-Programme
Zunächst versuchte Lafrenz, sein Maskentheater im Winter nach drinnen zu verlegen, merkte aber schnell, dass sich die Straßentheater-Atmosphäre nicht ohne Weiteres in einen geschlossenen Saal übertragen ließ. So kam ihm der Gedanke, seine Maskentheaterstücke mit einem klassischen Stoff zu verknüpfen. Bei der Lektüre von Goethe, Dante, Molière und Shakespeare fiel seine Wahl schließlich auf Hamlet. Seine Bearbeitung des Hamlet hatte 1983 Premiere.
Lafrenz verehrt Shakespeare für seine Fähigkeit, den Menschen in unterschiedlichster Weise einen Spiegel vorzuhalten, wodurch Shakespeares Themen immer aktuell bleiben.
Auf Hamlet folgten 1989 mit Macbeth und 1991 mit Othello zwei weitere Shakespeare-Tragödien, die Lafrenz auf die ihm eigene Art parodiert.
Mit seiner Adaption von Macbeth wurde Bernd Lafrenz auf die Expo 2000 in Hannover, zu den Weimarer Shakespeare-Tagen der Deutschen Shakespeare-Gesellschaft sowie zum Shakespeare Festival im Globe-Theater von Neuss eingeladen.

### Zusammenarbeit mit Benito Gutmacher
Parallel zu den ersten Shakespeare-Solo-Komödien und den Stücken von Galli wirkte Bernd Lafrenz bei mehreren Projekten unter der Regie seines Lehrers Benito Gutmacher mit. Mit der Theatergruppe eines Gutmacher-Workshops entstand entweder 1981 oder 1988 das Stück Brot.
Mit dem Theater „König Alfons“ entstanden zwei Stücke: 1984/85 Faust ver-rückt mit Andreas Balzer und Bernd Lafrenz, und 1986 Molière und ich – Die Verwirrungen des Prof. K. S. Granowski als zweites Solo-Programm von Bernd Lafrenz.
Das Musical Caligula entstand 1986 oder 1989 in Koproduktion mit dem Jungen Forum Recklinghausen, dem Theater „König Alfons“ und der von Leopold Kern und Herbert Wolfgang geleiteten Freiburger Musiktheatergruppe „Die Schönen der Nacht“. Die Musik hierzu schrieb Bernd Langer.
1989/90 spielte Lafrenz gemeinsam mit Benito Gutmacher die argentinische Komödie Bleib im Pyjama (Originaltitel: La fiaca) von Ricardo Talesnik unter der Regie von Nestor Raimondi.
Andreas Balzer verließ das Theater „König Alfons“ 1990, um am Heilbronner Kinder- und Jugendtheater als Manager tätig zu werden. Bernd Lafrenz führte den Namen allein weiter.

### Weitere Shakespeare-Adaptionen in Zusammenarbeit mit Abel Aboualiten
Ab 1994 übernahm Abel Aboualiten aus Paris, der dort an der École Internationale de Mimodrame bei Marcel Marceau in Mimodramatik ausgebildet wurde, für Bernd Lafrenz die Aufgabe des Regisseurs. Er führte Regie bei den Bearbeitungen von Romeo und Julia, König Lear, Der Sturm, Ein Sommernachtstraum und Der Widerspenstigen Zähmung. Letzteres entstand 2010 als Koproduktion mit dem Stadttheater Minden, angeregt von dessen Intendant Bertram Schulte.
Darüber hinaus ist Abel Aboualiten auch als Autor an den Lafrenzschen Shakespeare-Bearbeitungen beteiligt.

### Markenzeichen
Ein Markenzeichen des Spiels von Bernd Lafrenz ist die Interaktion mit dem Publikum. Die Zuschauer werden zumeist animiert, die Geräuschkulisse für das Bühnengeschehen zu liefern. Zuweilen verteilt Lafrenz auch kleine Statisten- oder Sprechrollen, wie z. B. die der „Krankenschwester“ im Hamlet.
Auch die Masken als Element der Commedia dell’arte sind fester Bestandteil von Lafrenz’ Shakespeare-Inszenierungen. Sie tauchen bei ihm nicht nur dort auf, wo es der Shakespeare-Text vorgibt – etwa beim Maskenball der Capulets in Romeo und Julia –, sondern z. B. auch im Hamlet, wo jede Maske für eine der Figuren steht, oder im Macbeth, wo er bei einem skurrilen Hexentanz eine Maske trägt.
Ein weiteres Charakteristikum ist der Kunstgriff, eine Nebenfigur zum Erzähler zu machen, der in eigenen Worten die Handlung kommentiert oder streckenweise zusammenfasst, so z. B. Romeos Diener Balthasar in Romeo und Julia oder
Christopher Sly in Der Widerspenstigen Zähmung.
In seinen Texten verquickt Lafrenz Shakespeare-Zitate mit Alltagssprache. Mit dem auch stimmlich akzentuierten Wechsel von der einen zur anderen Sprachebene wird der Kontrast zwischen komischen und dramatischen Szenen verstärkt.
Das hervorstechendste Merkmal seines Spiels sind die rasanten Rollenwechsel inklusive Mimik, Gestik, Körperhaltung, Stimmlage und Kostümrequisit, durch die es ihm gelingt, die gesamte Palette der Shakespeareschen Charaktere mit nur wenigen Requisiten prägnant darzustellen.

## Auftritte
Lafrenz trat auch in Belgien, der Schweiz, Österreich und in Frankreich auf. Vier seiner Stücke hat er ins Französische übertragen. Er spielte auf den internationalen Theaterfestivals von Avignon, Paris, Cannes und Monaco. Auch nach Pécs in Ungarn wurde er bereits eingeladen.
1992 erhielt er mit Othello den Theaterpreis der Deutschsprachigen Gemeinschaft St. Vith in Belgien.

## Repertoire
- Hamlet – frei komisch nach Shakespeare; Idee, Text, Regie und Spiel: Bernd Lafrenz; Masken: Hélène Caboor
- Macbeth – Schaurige Komödie frei nach Shakespeare; Idee, Text, Regie und Spiel: Bernd Lafrenz; Masken und Requisiten: Hélène Caboor
- Othello – frei nach Shakespeare; Idee, Text, Regie und Spiel: Bernd Lafrenz; Oeil extérieur: Abel Aboualiten, Paris
- Romeo & Julia – frei nach Shakespeare; Idee, Text und Spiel: Bernd Lafrenz; Regie: Abel Aboualiten
- König Lear – frei nach Shakespeare; Idee und Spiel: Bernd Lafrenz; Text: Bernd Lafrenz & Abel Aboualiten; Regie: Abel Aboualiten
- Der Sturm – frei nach Shakespeare; Idee und Spiel: Bernd Lafrenz; Text: Bernd Lafrenz & Abel Aboualiten; Regie: Abel Aboualiten
- Ein Sommernachtstraum – frei nach Shakespeare; Idee und Spiel: Bernd Lafrenz; Text: Bernd Lafrenz & Abel Aboualiten; Regie: Abel Aboualiten
- Der Widerspenstigen Zähmung – frei nach Shakespeare; Idee: Bertram Schulte, Intendant des Stadttheaters Minden; Spiel: Bernd Lafrenz; Text: Abel Aboualiten & Bernd Lafrenz; Regie: Abel Aboualiten
- Liebe, Lust und Leidenschaft; ein Best-of Bernd Lafrenz
- Die lustigen Weiber von Windsor, frei nach Shakespeare, Idee: Rainer Steinkamp, Intendant des Theaters Wolfsburg, Spiel: Bernd Lafrenz, Text: Abel Aboualiten und Bernd Lafrenz, Regie: Abel Aboualiten
- König Richard III., frei nach Shakespeare, Idee: Bernd Lafrenz, Spiel:  Bernd Lafrenz, Text Bernd Lafrenz, Regie: Bernd Lafrenz und Nicole Djandji-Stahl

in französischer Sprache:
- Hamlet, adaptation libre et comique;[28] d’après Shakespeare
- Macbeth, une comédie frissonnante; d’après Shakespeare
- Othello, tragédie cocasse; d’après Shakespeare
- Roméo & Juliette, tragédie cocasse; d’après Shakespeare[25]

## Auszeichnungen
- 1986 Regio-Förderpreis für darstellende Kunst mit Molière und ich; Regie: Benito Gutmacher; Solo: Bernd Lafrenz
- 1986 Kleinkunstpreis Baden-Württemberg mit Die Prüfung; Theater König Alfons
- 1992 Publikumspreis der Stuttgarter Zeitung, Theaterhaus Stuttgart, mit Othello
- 1992 Theaterpreis der Deutschsprachigen Gemeinschaft in St. Vith (Belgien) mit Othello
- 2001 1. Preis des Internationalen Wandertheaterfestivals in Radebeul bei Dresden mit Macbeth
- 2002 Publikumspreis der Stuttgarter Zeitung, Theaterhaus Stuttgart, mit Der Sturm[29][12]
- 2019 Kleinkunstpreis Baden-Württemberg, Ehrenpreis

## Publikationen
- Bernd Lafrenz: Hamlet. In: Shakespeare im Narrenhaus. Deutschsprachige Shakespeare-Parodien aus zwei Jahrhunderten. Hrsg., kommentiert und eingeleitet von Gerhard Müller-Schwefe. A. Francke, Tübingen 1990, S. 419–433. ISBN 978-3-7720-1851-0.
- Bernd Lafrenz: Othello. In: Was haben die aus Shakespeare gemacht! Weitere alte und neue deutschsprachige Shakespeare-Parodien. Hrsg., kommentiert und eingeleitet von Gerhard Müller-Schwefe. A. Francke, Tübingen/Basel 1993, S. 131–133. ISBN 978-3-7720-1946-3.
- Bernd Lafrenz: Macbeth. In: Was haben die aus Shakespeare gemacht! Weitere alte und neue deutschsprachige Shakespeare-Parodien. Hrsg., kommentiert und eingeleitet von Gerhard Müller-Schwefe. A. Francke, Tübingen/Basel 1993, S. 135–159. ISBN 978-3-7720-1946-3.